# Méthysticine
La méthysticine est l'une des six kavalactones majeures présentes dans le kava.